# Campagne de Margarita
Batailles
m
- Matasiete (es)
- Juan Griego (es)

La campagne de Margarita est une opération militaire menée entre le 14 juillet et le 17 août 1817 par le commandant espagnol Pablo Morillo contre les forces patriotes contrôlant l'île de Margarita dans le cadre de la guerre d'indépendance du Venezuela. Elle se termine par une victoire des patriotes qui parviennent à repousser l'invasion espagnole.

## Contexte
Au milieu de l'année 1817 le second de Morillo, Miguel de la Torre, est assiégé à Angostura par Bolívar dans le cadre de la campagne de Guyane de ce dernier. comprenant que les rebelles sont occupés sur ce front et qu'il devait couper la route d'approvisionnement par laquelle ils reçoivent leurs armes, Morillo décide d'envahir Margarita. Après que le général José de Canterac ait expulsé Santiago Mariño de Cariaco le 10 juin, Morillo commence à concentrer une puissante force de 3 000 soldats et 22 navires pour envahir l'île. La flotte est commandée par l'amiral José María Chacón y Sánchez de Soto (es).

## Campagne
Partie le 14 juillet, l'armée débarque le 22 malgré une forte résistance du colonel José Joaquín Maneiro Meneses, chef d'état-major du général Gómez. Des combats sont livrés le 23 et le 26 respectivement à Porlamar et Pampatar, obligeant les patriotes à se retirer vers La Asunción et Puerto Griego. Le 30, le commandant espagnol décide de prendre d'assaut le Cerro Matasiete (es) pour entrer dans La Asunción. Durant la bataille qui s'ensuit (es) le jour suivant, il trouve sur son chemin des positions solides de douves, créneaux, tranchées et une redoute appuyées sur la pente et la rivière voisine, ainsi qu'une petite fortification d'artillerie surnommée La Libertad au bord du précipice. Le commandant patriote, le général Francisco Esteban Gómez, est près de mourir ce jour-là mais après des heures de combats et sous le feu de toutes parts, les défenseurs résistent. Le même jour, Morillo a demandé à sa flotte de bombarder Juan Griego, Manzanillo, Paraguachí et Constanza. Au petit matin, les monarchistes se retirent à Pampatar, tombant dans une embuscade près du lac de Gasparico, où ils perdent neuf cents hommes.
Les royalistes essuient une nouvelle défaite à Los Robles le 3 août, qui oblige Morillo à se retirer à nouveau à Pampatar le 4. Deux jours plus tard, Morillo est vaincu alors qu'il tente d'occuper le village de San Juan. Finalement, le 8 août, l'assaut contre Juan Griego (es) se termine par une victoire espagnole au prix d'importantes pertes. À ce moment-là, les forces espagnoles sont décimées et démoralisées, et commencent à recevoir des nouvelles selon lesquelles Bolívar a pris le contrôle de la province de Guyane. Comprenant que ses vétérans seront nécessaires sur d'autres fronts, Bolívar pouvant dès lors attaquer depuis l'est, Morillo décide de réembarquer le 17 août. Margarita restera définitivement aux mains des patriotes.

## Conséquences
L'île sera au cours de la guerre une des principales bases militaires patriotes, d'où arriveront au continent armes et mercenaires. Le 20 août les espagnols sont de retour à Caracas. Bolívar et Morillo commencent un nouvel affrontement au cours de la campagne du Centre.